# Ciudad de la Paz
Ciudad de la Paz, inizialmente indicata come Oyala, è una città in costruzione, progettata per diventare la nuova capitale della Guinea Equatoriale, in sostituzione di Malabo. La città è edificata nel Wele-Nzas, nella porzione continentale del Paese.
Fondata come distretto urbano a Wele-Nzas nel 2015, è ora la sede amministrativa di Djibloho, la nuova provincia della Guinea Equatoriale creata nel 2017, e si trova vicino alla città di Mengomeyén. Nel 2017 la città è stata ufficialmente rinominata Ciudad de la Paz. 
L'alimentazione elettrica si basa sulla diga di Djibloho (120 MW) nel distretto di Djibloho Evinayong.

## Pianificazione della costruzione
Il progetto è opera dello studio di urbanistica portoghese Future Architecture Thinking. Una volta completata, la città si estenderà su un'area di 8150 ettari e potrà ospitare fino a 200.000 abitanti. Nella pianificazione ci sono edifici governativi, un quartiere finanziario e aree residenziali. Ci sarà un collegamento tra la città e il nuovo aeroporto di Mengomeyén.
I finanziamenti sono forniti attraverso l'AICEP. I piani provengono da uno studio di architettura portoghese. I lavori di costruzione saranno sostenuti da Cina, Polonia, Brasile e Corea del Nord.

## Geografia fisica
Ciudad de la Paz sorgerà tra il porto di Bata e la città di Mongomo, ad appena 20 km dall'aeroporto di Mengomeyén, in una regione disabitata coperta dalla giungla.

## Clima
Ciudad de la Paz ha un clima tropicale che confina con un clima monsonico tropicale e un clima di savana tropicale. Ha forti precipitazioni complessive, con una media di 2142 mm all'anno, che sostiene le lussureggianti foreste pluviali della regione. C'è una lunga stagione umida, che copre 10 mesi dell'anno da settembre a giugno, e una breve e leggermente più fresca stagione secca che copre i restanti due mesi, luglio e agosto.